# Motacilla bocagii
Motacilla bocagii, é uma espécie de ave passeriforme da família Motacillidae. Foi classificado como o único membro do gênero Amaurocichla, mas um estudo filogenético de 2015 o colocou entre as alvéolas do gênero Motacilla. É endémica das partes central e sul da ilha de São Tomé. Seu habitat natural são florestas subtropicais ou tropicais úmidas de baixa altitude. Esta espécie tem uma população pequena e está ameaçada pela perda de habitat.